# Institut pour les œuvres de religion
Pour les articles homonymes, voir IOR.
L'Institut pour les œuvres de religion (IOR), dit la « banque du Vatican », est la principale institution financière du Saint-Siège. L'institut est une banque privée, formellement instituée en 1942 par le pape Pie XII, avec son siège dans la cité du Vatican. L'IOR est à tort considérée comme la banque centrale du Vatican alors que ce rôle revient en fait à l'Administration du patrimoine du siège apostolique (APSA) et l'Autorité d'information financière.
L'IOR a été plusieurs fois au centre de scandales divers dont la faillite de la Banco Ambrosiano.
Depuis 2013, l’IOR a commencé un programme de réforme pour accroître la transparence de l’institution et la conformité à la réglementation internationale. La première phase du processus de réforme a été terminée en juillet 2014, et depuis cette date, c'est le Français Jean-Baptiste de Franssu qui préside le conseil de surintendance de la banque.

## Origine
L’Istituto per le Opere di religione (« Institut pour les œuvres de religion ») a été fondé le 27 juin 1942 par le pape Pie XII. Cet Institut a transformé l'institution précédente, l’Amministrazione delle Opere di religione (« Administration des œuvres de religion » qui n'était en aucune façon une banque) soumise à une commission cardinalice (la Commission ad pias causas) et mise en place par le pape Léon XIII, le 11 février 1887, cette administration devant selon ses statuts recevoir les capitaux des ordres religieux et du clergé romain (fonds très limités à la disposition du pape après la perte complète des États pontificaux en 1870), les gérer afin de financer les « œuvres de religion ». Ces fonds ont considérablement augmenté dans le cadre du règlement de la Question romaine à la suite des accords du Latran de 1929. En dotant ce nouvel institut de la personnalité juridique, Pie XII peut ainsi facilement transférer ses capitaux à l'étranger et les soustraire aux nazis, et ce grâce au premier président de l'Institut pour les Œuvres de Religion, le cardinal Alberto di Jorio choisi sur recommandation de Bernardino Nogara,.
Le but de l'IOR est « d'assurer la conservation et l'administration de biens mobiliers et immobiliers transférés qui lui sont confiés par des personnes physiques ou morales et destinés à des œuvres de religion ou de charité ».
L'institut n'est donc pas un département de la Curie romaine et n'est donc pas parmi les départements de cette structure administrative centrale de l'Église catholique romaine énumérés sur le site web du Saint-Siège [réf. souhaitée]  .
L'IOR n'est pas une banque centrale chargée de la politique monétaire d'un pays et du maintien de la stabilité d'une monnaie et de la masse monétaire.
L'institut ne ressemble pas non plus à une banque normale. Les profits ne vont pas aux actionnaires (qui dans ce cas n'existent pas), mais sont utilisés à des fins religieuses et charitables.
L'IOR n'accepte que les dépôts des hauts fonctionnaires de l'Église et des entités rattachées au Saint-Siège.

## Situation actuelle
Depuis le premier janvier 2013, la Deutsche Bank, qui gère les paiements monétiques au sein de la Cité Vaticane, s'est vue dans l'obligation de désactiver l'utilisation de tous ses terminaux électroniques sur ordre de la Banque d'Italie, car le Saint-Siège n'a pas encore atteint les standards requis au niveau international contre le blanchiment d'argent. Les membres du comité Moneyval (un comité d'experts dépendant du Conseil de l'Europe qui repère notamment les blanchiments des capitaux et les sources occultes de financement du terrorisme) estiment en effet que le Vatican remplit à peine 9 des 16 recommandations clés et lui attribuent 7 mentions négatives. La cité-État vient à peine de débuter depuis 2010 une série de réformes à la suite d'importants scandales financiers ayant impliqué sa banque dénommée l'Institut des Œuvres Religieuses (IOR) et qui gère plus de 6,3 milliards d'euros. L’IOR s’est trouvé au cours des années au cœur de nombreux scandales notamment sous le mandat de Mgr Paul Casimir Marcinkus, ex-directeur de la banque du Vatican. L’établissement était le principal actionnaire du Banco Ambrosiano, banque accusée dans les années 1980 de blanchiment d’argent de la drogue pour la mafia. En mai 2012, l’IOR refait parler d’elle avec le limogeage de son président Ettore Gotti Tedeschi. Les États-Unis ajoute en 2012 le Vatican à une liste de 68 États dont la situation est jugée préoccupante, selon le rapport annuel du Département Américain d'État sur la lutte contre le trafic de drogue dans le monde.
Par chirographe en date du 24 juin 2013, le pape François crée une commission pontificale consultative chargée d'étudier la situation de l'institution et les pistes de réformes en vue de mieux l’harmoniser avec la mission de l'Église universelle et du siège apostolique. Cette commission est placée sous la présidence du cardinal Raffaele Farina.
En 2014, l'IOR gère 15 181 clients appartenant en majorité au clergé catholique, soit environ 7 milliards d'euros. En juin 2019, l'IOR gère 14 953 clients répartis dans 112 pays. 53 % de ses clients sont des ordres religieux, 12 % de ses clients sont des dicastères de la Curie romaine, des bureaux du Saint-Siège, de l'État de la Cité du Vatican et des nonciatures apostoliques, 9 % de ses clients sont des conférences épiscopales, des diocèses et des paroisses, 8 % de ses clients sont des entités du droit canon, 8 % de ses clients sont des cardinaux, des évêques et des membres du clergé et 8 % de ses clients sont des employés et des retraités du Vatican. Ces 14 953 clients représentent 5 milliards d'euros de ressources financières en juin 2019 (contre 5,3 milliards d'euros en 2017 et 7 milliards d'euros en 2014),.
Les statuts de l'IOR, précédemment réformés par Jean-Paul II en 1990 sont à nouveau revus par François le 8 août 2019. Le chirographe définissant les finalités et les modalités de cette réforme ainsi que les nouveaux statuts sont publiés le 10 aout 2019. Ces statuts apportent quelques changements importants: les trois auditeurs internes sont remplacés par un commissaire aux compte externe dont le mandat à une durée maximale limitée, le conseil de surintendance passe de 5 à 7 membres, la mission du prélat est plus précisément définie, et l'ensemble des fonctions dans les organes de direction sont confiées pour des mandats de durée définie et non renouvelables indéfiniment.

## Organisation - Administration
L'administration est essentiellement gérée par quatre organes: 
une commission cardinalice de vigilance
Les membres de la commission cardinalice, tous cardinaux, sont au nombre de cinq et sont nommés par le pape. Les membres de la commission désignent en leur sein un président. 
un prélat
Le prélat, nommé par la commission cardinalice de vigilance, qui assure le secrétariat de cette commission, assiste aux réunions du conseil de surintendance et promeut la dimension éthique des administrateurs et des employés, afin que leur travail soit conforme aux principes catholiques;
un conseil de surintendance
Les membres de ce conseil, qui peuvent être des laïcs, sont nommés par la commission cardinalice de vigilance. Le conseil est semblable à un conseil d'administration, composé de sept personnalités qualifiées (banquiers et financier d'origines diverses). Le président de la commission de surintendance est le représentant légal de l'Institut.
une direction
La direction est composée d'un directeur général et d'un vice-directeur, nommés par le conseil de surintendance. La direction est responsable de toutes les activités opérationnelles de l'Institut et est responsable devant le conseil de surintendance.

### Responsables

#### La commission cardinalice de vigilance
La commission cardinalice est composée de cinq cardinaux renouvelés pour un quinquennat en 2024.
- Cardinal Christoph Schönborn, autrichien, archevêque de Vienne, président de la commission cardinalice
- Cardinal Luis Antonio Tagle, philippin, pro-préfet du dicastère pour l'évangélisation.
- Cardinal Giuseppe Petrocchi, italien, archevêque émérite de L'Aquila
- Cardinal Konrad Krajewski, polonais, aumônier apostolique
- Cardinal Emil Paul Tscherrig, suisse, nonce apostolique en Italie (en) et à Saint-Marin (en)

#### Le prélat
- Mgr Battista Ricca (de) - Prélat de l'institut (par intérim), nommé le 15 juin 2013[25]

#### Le conseil de surintendance
Le conseil de surintendance se compose de :
- Jean-Baptiste de Franssu (France), président nommé le 9 juillet 2014[26],[27],
- Michael Hintze (Grande-Bretagne), depuis le 9 juillet 2014[26],
- Javier Marín Romano (Espagne), depuis le 15 décembre 2016[28]
- Georg Freiherr von Boeselager (Allemagne), depuis le 15 décembre 2016[28]
- François Pauly (Luxembourgeoise), depuis le 14 octobre 2024[29]
- Bernard Brenninkmeijer (Néerlandais), depuis le 14 octobre 2024[29]
- Sheila Marie L. Uriarte-Tan (Philippine), depuis le 4 février 2025[30]

#### Direction générale
La direction générale est nommée par le conseil de surintendance. Elle est composée de :
- Gianfranco Mammì, directeur général depuis novembre 2015[31].

## Controverses
La Banque du Vatican est considérée comme une banque profitable et rentable. Dans les années 1990, la Banque a investi plus de 10 milliards de dollars dans des sociétés étrangères. En 1968, les autorités du Vatican ont embauché Michele Sindona en tant que conseiller financier, en dépit de son passé douteux. Sindona était le principal responsable de l'afflux massif d'argent (technique d'escroquerie de la cavalerie : achats de banques avec les dépouilles de la précédente) quand il a commencé le blanchiment de sommes d'argent issues du narcotrafic lié à la famille Gambino (en prenant une taxe de 50 %) grâce à une société écran nommée « Mabusi ». Cet argent a été obtenu avec l'aide d'un autre banquier, Roberto Calvi, qui a géré la Banque Ambrosiano. Calvi et Sindona étaient membres de la Loge P2.
Une théorie apparaît concernant l'empoisonnement de Jean-Paul Ier. Selon celle-ci, Paul Casimir Marcinkus est mis en cause : en effet, lorsqu'il  est devenu pape en 1978, il est informé de suppositions d'actes répréhensibles à la Banque du Vatican et demande à Jean-Marie Villot, le cardinal secrétaire d'État et chef de la Curie papale, de mener une enquête de fond. Jean-Paul Ier meurt 33 jours après son élection, pouvant laisser supposer qu'il avait été assassiné en raison de la découverte d'un scandale. Cette théorie contredit la version officielle du décès du pape mais elle est corroborée par les déclarations du repenti Vincenzo Calcara au juge Paolo Borsellino.  La version officielle attribue sa mort à un infarctus ou une crise d'urémie.

### Scandale de Banco Ambrosiano
La Banque du Vatican était l'actionnaire principal de Banco Ambrosiano,. Le père Paul Marcinkus, directeur de l'IOR de 1971 à 1989, a été inculpé en Italie en 1982 comme complice dans l'effondrement  de la Banco Ambrosiano estimé à 3,5 milliards de dollars, l'un des plus grands scandales financiers de l'après-guerre. Banco Ambrosiano a été accusé de blanchiment d'argent de la drogue pour la mafia sicilienne, qui a utilisé Propaganda Due (dite P2), une loge maçonnique, comme intermédiaire. P2 et son vénérable maître, Licio Gelli, ont également été impliqués dans le financement de groupes d'extrême-droite terroristes pendant les années 1970. Comme pour le père Marcinkus, il ne viendrait jamais à un procès en Italie, où les tribunaux ont décidé qu'il possédait l'immunité diplomatique. Il vécut sa retraite à Sun City en Arizona (États-Unis) jusqu'à sa mort le 21 février 2006.
La Banque du Vatican a démenti avoir la responsabilité légale de la chute de l'Ambrosiano, mais a reconnu un « engagement moral », et payé 241 millions de dollars américains aux créanciers. En 2006, l'enquête se poursuit concernant l'assassinat du président de l’Ambrosiano, Roberto Calvi, qui, selon Ernest Backes, l'ancien numéro trois de Clearstream, aurait été lié à la mort de Gérard Soisson : celui-ci, manager de la chambre de compensation de Clearstream, une « banque des banques », fut retrouvé mort en Corse, en juillet 1983, juste avant que l'affaire Ambrosiano soit rendue publique. Selon des informations récentes d'écoute électronique cependant, la mort de Calvi a presque certainement été décrétée par la Commission Cupola, l'instance dirigeante de la mafia sicilienne, qui avait commencé à considérer Calvi comme un passif à la suite de l'effondrement de la banque.

### Autres allégations
Plusieurs ouvrages,, publiés dans les années 1980 et 1990 ont été très critiques concernant les relations de l'institut pour les œuvres de religion avec les gouvernements anti-communistes et plus précisément l'État indépendant de Croatie durant la seconde guerre mondiale,,. Une telle hostilité initiale a mis le Vatican sur la défensive et dans la controverse, centrant le débat sur les conclusions tirées de la documentation plutôt que sur les documents eux-mêmes.
Selon un rapport de 1998, publié par le Département d'État américain, le trésor de l'État indépendant de Croatie a été illicitement transféré à la Banque du Vatican et d'autres banques après la fin de la Seconde Guerre mondiale. Pour sa part, le Vatican a toujours nié toute participation aux crimes d'Ustaše ou à la disparition du Trésor croate, et a refusé d'ouvrir ses archives relatives à la guerre, qui permettraient de justifier sa défense.
Le 21 octobre 1946, un rapport Top Secret de l'agent du Trésor américain Emerson Bigelow (appelé le rapport Bigelow), déclassifié en 1997, mentionne une « source fiable en Italie » (corroborant des preuves déjà obtenues par la Criminal Investigation Division de l'Armée des États-Unis), qui a alerté son supérieur que les responsables croates avaient envoyé « en dépôt » à la Banque du Vatican 350 millions de francs suisses (CHF) confisqués, des pièces d'or en grande partie. En chemin, 150 millions de CHF auraient été saisis par le Royaume-Uni, à la frontière austro-suisse, ce qui révèle au public le transfert secret. « Ce rapport n'a aucun fondement dans la réalité », a déclaré le porte-parole du Vatican Joaquin Navarro-Valls, au Time magazine.

### Recours collectif par les survivants de l’Holocauste
Alperin contre la banque du Vatican est une action en justice par recours collectif par des survivants de l'Holocauste contre l'institut pour les œuvres de religion et l'ordre des frères mineurs (Ordre franciscain) déposée à San Francisco (Californie), le 15 novembre 1999. L'affaire a été initialement renvoyée en tant qu'acte de gouvernement (Political question) par la Cour fédérale du quartier nord de la Californie en 2003, mais a été rétablie en partie par la Cour d'appel des États-Unis pour le neuvième circuit en 2005. Cette décision crée un précédent à la limite de la loi de réclamations de délit étranger (ATCA (en)) et la loi d'immunité souveraine étrangère (FSIA).
La plainte contre la banque du Vatican a été écartée en 2007 sur la base de l'immunité souveraine, mais l'affaire contre l'Ordre Franciscain reprend à partir de 2009. Selon Reuben Hart, « l'affaire est extrêmement compliquée et potentiellement massive, considérant la diversité de recours possibles à travers de nombreux pays ».

### Enquête sur le blanchiment d'argent par le Vatican (2009-2014)
En 2009, le magazine italien le Panorama rapporte que l'IOR fait l'objet d'investigations de la part des autorités italiennes de la Cellule de renseignement financier de la Banque d'Italie mais aussi de la Garde des finances sur des transactions de blanchiment d'argent d'un montant de  180 millions euros de la part d'une branche d'UniCredit située à Via della Conciliazione en face de la basilique Saint-Pierre. La banque s'occupe des comptes d'ordres religieux et autres associations Catholiques en utilisant le statut extraterritorial du Saint-Siège.
Le 21 septembre 2010, la police italienne déclare que Ettore Gotti Tedeschi et un autre responsable de l'IOR font l'objet d'investigations pour des charges de blanchiment d'argent. 23 millions d'euros sont saisis par précaution. La Police démarre l'enquête sur Tedeschi environ une semaine avant que les nouvelles ne soient rendues publiques et après qu'une division de la Banque d'Italie alerte la police concernant deux transactions, impliquant l'IOR, considérées suspectes. L'argent saisi est liée à une banque italienne, Credito Artigiano, du holding JPMorgan Chase et une autre banque italienne, la Banca del Fucino Tant l'origine que la destination des fonds étaient des comptes sous le contrôle de l'IOR. L'IOR aurait manqué de divulguer l'origine de l'argent, en violation de la loi italienne. Dans une déclaration sur l'enquête, le Vatican déclare être « perplexe et stupéfié par les initiatives des procureurs de Rome, considérant que les données nécessaires étaient déjà disponibles auprès de la Banque d'Italie ». Selon la police, l'enquête ne signifie pas que les officiels (fonctionnaires) impliqués sont soupçonnés d'avoir commis une infraction : une décision juridique s'avèrerait nécessaire afin de poursuivre l'enquête.
Le 30 décembre 2010, la page d'accueil de l'Agence de presse Catholique rapporte que Benoît XVI a publié une lettre apostolique qui crée l'autorité d'information financière comme une agence indépendante qui surveille les activités monétaires et commerciales de toutes les institutions en rapport avec le Vatican, y compris l'IOR. Cette autorité contrôle toutes les opérations financières du Vatican et s'assure qu'elles respectent les normes internationales contre le blanchiment d'argent et le financement du terrorisme.
Le 31 mai 2011, le procureur général de Rome a sorti 23 millions d'euros des actifs qui avaient été saisis, apparemment en reconnaissance des étapes franchies au cours des mois précédents pour conformer l'Institut aux normes internationales.
Le 24 mai 2012, Ettore Gotti Tedeschi est évincé en tant que responsable de la Banque du Vatican au motif « de l'échec à accomplir les fonctions principales de sa mission ». En 2012, il est soupçonné de blanchiment d'argent.
Le 1er juillet 2013, le directeur général de la banque du Vatican, Paolo Cipriani, et son adjoint Massimo Tulli démissionnent à la suite de l'arrestation de Mgr Nunzio Scarano, comptable lié à cette banque, ce dernier étant accusé d'avoir tenté de transférer illégalement 20 millions d'euros de la Suisse vers l'Italie. Nommé en février président de l'IOR, l'avocat allemand Ernst von Freyberg (en) assume à titre provisoire les fonctions de directeur général de la banque. Il est remplacé en juillet 2014 par le financier français Jean-Baptiste de Franssu.

### Enquête pour fraude et corruption
En 2016, le Vatican missionne une société américaine d'espionnage privé, K2 Integrity, pour faire la lumière sur des soupçons de fraude financière, de corruption et de détournement au sein de la Banque du Vatican. C'est George Pell, l'un des proches du pape François, qui est en charge de l'enquête, mais elle est arrêtée lorsque celui-ci est inculpé pour pédophilie, un an plus tard. La dénonciation est considérée par Intelligence Online comme faisant partie de « batailles de factions rivales » au sein du gouvernement du Vatican.
L'enquête permet cependant l'ouverture de plusieurs procès pour corruption. Le cardinal Giovanni Angelo Becciu est notamment condamné pour « fraude financière » et déchu de ses droits cardinalices.

## Dans la culture
- Le Parrain 3 (1990)

### Filmographie
- 2002 : Les Banquiers de Dieu - Le cas Calvi de Giuseppe Ferrara